# Moquiniella rubra
Moquiniella es un género monotípico de arbustos  perteneciente a la familia Loranthaceae. Su única especie, Moquiniella rubra (A.Spreng.) Balle, es originaria de Sudáfrica. 

## Descripción
Son arbustos perennifolios parásito que alcanzan una altura de  0,3 a 1 metros.

## Tazonomía
Fue descrita por Balle y publicado en Bulletin des Seances de l'Institut Royal Colonial Belge 25: 1628 en el año 1954. 
Sinonimia
- Moquinia rubra A.Spreng. basónimo[2]
- Loranthus burchellii (DC.) Eckl. & Zeyh.
- Loranthus glaucus var. burchellii DC.
- Loranthus oleifolius var. elegans (Cham. & Schltdl.) Harv.
- Dendrophthoë elegans (Cham. & Schltdl.) Mart.
- Loranthus elegans Cham. & Schltdl.
- Loranthus schlechtendalianus Schult.f.[3]